# دیوید بالدوین (مجری)
دیوید بالدوین (انگلیسی: David Baldwin؛ زادهٔ) اهل English است.